# Йоганн Шпіндлеггер
Йоганн Шпіндлеггер (нім. Johann Spindlegger; 31 липня 1915, Аахен — 13 листопада 1942, Атлантичний океан) — німецький офіцер-підводник, капітан-лейтенант крігсмаріне.

## Біографія
5 квітня 1935 року вступив на флот. З 1 квітня по 27 вересня 1940 року пройшов курс підводника. З 30 вересня 1940 року — вахтовий офіцер на підводному човні U-14. З 6 січня 1941 року — офіцер взводу навчального дивізіону підводних човнів в Плені. 3 лютого 1941 року направлений на будівництво U-561. З 13 березня 1941 року — 1-й вахтовий офіцер на U-561. З 28 грудня 1941 по 10 лютого пройшов курс командира човна, з 11 лютого по 23 лютого — курс позиціонування (радіовимірювання). 24 лютого 1942 року направлений на будівництво U-616. З 2 квітня по 7 жовтня 1942 року — командир U-616, з 20 жовтня — U-411. 7 листопада вийшов у свій перший і останній похід, а 13 листопада його човен був потоплений в Північній Атлантиці західніше Гібралтару (36°00′ пн. ш. 09°35′ зх. д.) глибинними бомбами британського бомбардувальника «Хадсон». Всі 46 членів екіпажу загинули.

## Звання
- Кандидат в офіцери (5 квітня 1935)
- Морський кадет (25 вересня 1935)
- Фенріх-цур-зее (1 липня 1936)
- Оберфенріх-цур-зее (1 січня 1938)
- Лейтенант-цур-зее (1 квітня 1938)
- Оберлейтенант-цур-зее (1 жовтня 1939)
- Капітан-лейтенант (1 листопада 1942)

## Нагороди
- Медаль «За вислугу років у Вермахті» 4-го класу (4 роки)
- Залізний хрест
  - 2-го класу (3 серпня 1941)
  - 1-го класу (27 листопада 1941)
- Нагрудний знак підводника (22 вересня 1941)